# Il ritorno della straniera
Il ritorno della straniera (The Stranger's Return) è un film statunitense del 1933 diretto da King Vidor.